# Factor d'efectivitat relativa
El factor d'efectivitat relativa (FER), es refereix a la potència de demolició d'un explosiu en comparança amb el TNT, en unitats d'equivalents en TNT/kg (TNTe/kg). El FER és la massa relativa de TNT a la qual equival un explosiu; com més gran sigui el FER, més poderós és l'explosiu.
Això permet als enginyers determinar les masses requerides de diferents explosius en l'aplicació de fórmules de voladura desenvolupades específicament pel TNT. Per exemple, si per una voladura es precisa una càrrega d'1 kg de TNT, però utilitzant octanitrocubà, que té un FER de 2,38, se'n necessitarien només el 1,0/2,38 (o 0,42) kg per fer la mateixa feina.